# Sumika
Sumika (Eigenschreibweise sumika) ist eine 2013 gegründete Pop-Rock-Band aus Kawasaki in der Präfektur Kanagawa.

## Geschichte
Sumika wurde im Mai des Jahres 2013 gegründet und bestand bis Ende Februar des Jahres 2023 seit der Bandgründung aus Sänger Kenta Kataoka, der auch als Gitarrist in der Band fungiert, dem zweiten Gitarristen Junnosuke Kuroda, dem Schlagzeuger Tomoyuki Arai und Keyboarder Takayuki Ogawa. Keyboarder Ogawa war zunächst für eineinhalb Jahre als Gastmusiker für sumika aktiv. Nachdem sich dessen andere Band getrennt hatte, wurde er als festes Bandmitglied bei sumika integriert.
Noch im Oktober des Gründungsjahres veröffentlichte das Quartett das Minialbum Shinsekai Orichalcum, ehe ein Jahr darauf im November das zweite Minialbum I Co Y folgte und auf Platz 59 in den japanischen Albumcharts einstieg. Auch das dritte Minialbum, Vital Apartment, welches im Juni 2015 erschien, schaffte den Einstieg in die Charts. Nach der Herausgabe des vierten Minialbums Answer Parade und der Sally-EP, veröffentlichte die Gruppe im Jahr 2017 mit Familia ihr Debütalbum, das auf Platz fünf einstieg und sich 41 Wochen in der Bestenliste aufhielt.
Noch im selben Jahr erschien mit Fiction eine EP, dessen titelgebendes Stück als Vorspann in der Animeserie Keine Cheats für die Liebe genutzt wurde. Es folgte die Veröffentlichung der Single Fanfare/Shunkashūtō, dessen beiden Lieder im Animefilm I Want to Eat Your Pancreas verwendet wurden. Auch hatten die Musiker in dem Film eine Sprechrolle.
Anfang des Jahres 2019 kündigte die Band ihr zweites Album an, welches am 13. März erschien und den Titel Chime trägt. Darauf enthalten sind die Stücke Fanfare, Shunkashūtō und Himitsu, die in Kimi no Suizō o Tabetai zu hören sind. Ebenfalls im März wurde angekündigt, dass sumika mit ihrem Stück Equal im Vorspann der seit dem 9. April gleichen Jahres gesendeten Animeserie Mix zu hören sind. Das Lied kam am 12. Juni 2019 offiziell als Single unter dem Titel Equal/Travelling auf dem Markt. Mitte Dezember des gleichen Jahres veröffentlichte die Gruppe ein Musikvideo zum Lied Higher Ground, welches das Titellied zu My Hero Academia – HEROES:RISING, dem zweiten Kinofilm des My-Hero-Academia-Franchises, darstellt. Am 4. März 2020 veröffentlicht die Band die Harmonize EP. Ende des gleichen Monats gehen sumika auf Arena-Tour durch Japan, die Anfang Juni 2020 abgeschlossen sein sollte.
Im Januar 2021 kündigte die Gruppe die Veröffentlichung ihres dritten Studioalbums unter dem Titel AMUSIC für den 3. März an. Am 23. Februar 2023 verstarb Gitarrist Junnosuke Kuroda im Alter von 34 Jahren.

## Diskografie

### Alben
| Jahr | Titel Musiklabel                                       | Höchstplatzierung, Gesamtwochen, AuszeichnungChartsChartplatzierungen (Jahr, Titel, Musiklabel, Platzierungen, Wochen, Auszeichnungen, Anmerkungen) | Anmerkungen                              |
| Jahr | Titel Musiklabel                                       | JP | Anmerkungen                              |
| ---- | ------------------------------------------------------ | --- | ---------------------------------------- |
| 2017 | Familia Sony Music Entertainment Japan                 | JP5 (42 Wo.)JP | Erstveröffentlichung: 12. Juli 2017      |
| 2019 | Chime Sony Music Entertainment Japan                   | JP5 (23 Wo.)JP | Erstveröffentlichung: 13. März 2019      |
| 2021 | AMUSIC Sony Music Entertainment Japan                  | JP3 (13 Wo.)JP | Erstveröffentlichung: 3. März 2021       |
| 2022 | For. Sony Music Entertainment Japan                    | JP5 (11 Wo.)JP | Erstveröffentlichung: 21. September 2022 |
| 2023 | Sugar Salt Pepper Green Sony Music Entertainment Japan | JP18 (2 Wo.)JP | Erstveröffentlichung: 15. März 2023      |

### EPs
| Jahr | Titel Musiklabel                         | Höchstplatzierung, Gesamtwochen, AuszeichnungChartsChartplatzierungen (Jahr, Titel, Musiklabel, Platzierungen, Wochen, Auszeichnungen, Anmerkungen) | Anmerkungen                                                                                          |
| Jahr | Titel Musiklabel                         | JP | Anmerkungen                                                                                          |
| ---- | ---------------------------------------- | --- | --- |
| 2013 | Shinsekai Orichalcum Little Garage       | — | Erstveröffentlichung: 16. Oktober 2013                                                               |
| 2014 | I co Y Little Garage                     | JP59 (4 Wo.)JP | Erstveröffentlichung: 12. November 2014                                                              |
| 2015 | Vital Apartment NoID                     | JP32 (4 Wo.)JP | Erstveröffentlichung: 10. Juni 2015                                                                  |
| 2016 | Answer Parade NoID                       | JP12 (9 Wo.)JP | Erstveröffentlichung: 25. Mai 2016                                                                   |
| 2016 | Sally NoID                               | JP12 (10 Wo.)JP | Erstveröffentlichung: 7. Dezember 2016                                                               |
| 2018 | Fiction Sony Music Entertainment Japan   | JP3 Gold (Digital) + Platin (Streaming) · (21 Wo.)JP                                                                                                | Erstveröffentlichung: 25. April 2018 Verkäufe: + 100.000 Vorspanntitel zu Keine Cheats für die Liebe |
| 2020 | Harmonize Sony Music Entertainment Japan | JP5 (16 Wo.)JP | Erstveröffentlichung: 4. März 2020                                                                   |

### Singles
| Jahr | Titel Musiklabel                                                                     | Höchstplatzierung, Gesamtwochen, AuszeichnungChartsChartplatzierungen (Jahr, Titel, Musiklabel, Platzierungen, Wochen, Auszeichnungen, Anmerkungen) | Anmerkungen |
| Jahr | Titel Musiklabel                                                                     | JP | Anmerkungen |
| ---- | ------------------------------------------------------------------------------------ | --- | --- |
| 2016 | Lovers / Dengonka NoID                                                               | JP15 Platin (Streaming) · (5 Wo.)JP | Erstveröffentlichung: 9. März 2016                                                                                  |
| 2018 | Fanfare / Shunkashuutou Sony Music Entertainment Japan                               | JP4 Gold (Digital) + Platin (Streaming) · (11 Wo.)JP                                                                                                | Erstveröffentlichung: 29. August 2018 Verkäufe: + 100.000 Vorspann- und Abspanntitel zu I Want to Eat Your Pancreas |
| 2019 | Equal / Travelling Sony Music Entertainment Japan                                    | JP7 (6 Wo.)JP | Erstveröffentlichung: 12. Juni 2019 Vorspanntitel zu Mix                                                            |
| 2019 | Negai / Haiyāguraundo Sony Music Entertainment Japan                                 | JP6 Platin (Streaming) · (12 Wo.)JP | Erstveröffentlichung: 11. Dezember 2019 Abspanntitel zu My Hero Academia – HEROES:RISING                            |
| 2021 | 本音 / Late Show Sony Music Entertainment Japan                                      | JP6 (9 Wo.)JP | Erstveröffentlichung: 6. Januar 2021                                                                                |
| 2021 | Shake & Shake / Nightwalker Sony Music Entertainment Japan                           | JP7 (9 Wo.)JP | Erstveröffentlichung: 2. Juni 2021                                                                                  |
| 2021 | Sound Village (Babel / アンコール/一閃 / Marry Dance) Sony Music Entertainment Japan | JP17 (5 Wo.)JP | Erstveröffentlichung: 1. Dezember 2021                                                                              |
| 2022 | Glitter Sony Music Entertainment Japan                                               | JP12 (4 Wo.)JP | Erstveröffentlichung: 27. Juli 2022                                                                                 |
| 2023 | Starting Over Sony Music Entertainment Japan                                         | JP6 (7 Wo.)JP | Erstveröffentlichung: 7. Juni 2023                                                                                  |

Weitere Singles
- 2014: Dress Farm #1
- 2014: Dress Farm #2
- 2017: Dress Farm #3

### Videoalben
| Jahr | Titel Musiklabel                                                                                              | Höchstplatzierung, Gesamtwochen, AuszeichnungChartsChartplatzierungen (Jahr, Titel, Musiklabel, Platzierungen, Wochen, Auszeichnungen, Anmerkungen) | Anmerkungen                                                                 |
| Jahr | Titel Musiklabel                                                                                              | JP | Anmerkungen                                                                 |
| ---- | --- | --- | --------------------------------------------------------------------------- |
| 2018 | Starting Caravan Sony Music Entertainment Japan                                                               | JP4 (13 Wo.)JP | Erstveröffentlichung: 24. Oktober 2018 Platz 9 in den Blu-ray-Charts (JP)   |
| 2022 | Sumika Live Tour 2021 „Hanatori Kazetsuki“ 2021.11.03 at Saitama Super Arena Sony Music Entertainment Japan   | JP3 (6 Wo.)JP | Erstveröffentlichung: 2. März 2022 Platz 6 in den Blu-ray-Charts (JP)       |
| 2023 | Sumika 10th Anniversary Live『Ten to Ten to 10』2023.05.14 at Yokohama Stadium Sony Music Entertainment Japan | JP5 (8 Wo.)JP | Erstveröffentlichung: 27. September 2023 Platz 2 in den Blu-ray-Charts (JP) |

## Weiteres
Die Band steuerte das Titellied Fanfare zu dem am 1. September 2018 in Japan veröffentlichten Animefilm I Want to Eat Your Pancreas bei und haben in ebendiesem Film eine Sprechrolle erhalten.
Bei Live-Konzerten der Gruppe arbeiten die Musiker mit Künstlern aus anderen Sparten zusammen: So stehen neben den Musikern auch Poeten, Architekten, Bildhauer, Maler, Töpfern und Fotografen auf der Bühne.

## Auszeichnungen und Nominierungen
| Jahr | Auszeichnung             | Kategorie                             | für                                  | Resultat  | Quellen |
| ---- | ------------------------ | ------------------------------------- | ------------------------------------ | --------- | ------- |
| 2019 | Crunchyroll Anime Awards | Bester Vorspann                       | Fiction (Keine Cheats für die Liebe) | Nominiert | [ 18 ]  |
| 2019 | Anime Trending Awards    | Bester Vorspann                       | Fiction (Keine Cheats für die Liebe) | 6. Platz  | [ 19 ]  |
| 2024 | Tokio Hot 100 Awards     | Best Live Performance of 2023 – Japan | sumika                               | Gewonnen  | [ 20 ]  |